# Justizvollzugskrankenhaus Hohenasperg
Das Justizvollzugskrankenhaus Hohenasperg ist seit 1968 das Justizvollzugskrankenhaus des Landes Baden-Württemberg. Das Krankenhaus liegt zusammen mit der Sozialtherapeutischen Anstalt Baden-Württemberg in der Festung Hohenasperg.  Es dient aus Sicherheitsgründen ausschließlich der stationären medizinischen Behandlung von Gefangenen.

## Zuständigkeit
Das Justizvollzugskrankenhaus Hohenasperg ist zuständig für die ärztliche Versorgung stationär behandlungsbedürftiger kranker Gefangener in Baden-Württemberg.
Gemäß § 34 Abs. 1 Justizvollzugsgesetzbuch III Baden-Württemberg kann ein kranker Gefangener in ein Justizvollzugskrankenhaus verlegt werden. Gemäß § 27 Abs. 1 Justizvollzugsgesetzbuch II Baden-Württemberg kann ein Untersuchungsgefangener in ein Justizvollzugskrankenhaus verlegt werden, wenn ihm im Falle einer Erkrankung die erforderliche Behandlung in der Anstalt, in der er sich befindet, nicht gewährleistet werden kann.
Die Zuständigkeiten der Justizvollzugsanstalten in Baden-Württemberg sind im Vollstreckungsplan des Landes Baden-Württemberg geregelt.

## Ausstattung
Das Vollzugskrankenhaus hat derzeit auf Grund von langwierigen Bauarbeiten ca. 135 Betten, von denen durchschnittlich 115 belegt sind.
Achtzehn Internisten, Chirurgen und Psychiater versorgen auf dem Hohenasperg durchschnittlich 1500 Patienten pro Jahr. Fünf Psychologen, vier Sozialarbeiter und zwei Pfarrer arbeiten dort sowie etwa 120 Vollzugsbeamte, von denen die meisten auch eine Ausbildung zum Krankenpfleger haben.
Die Abteilung für Innere Medizin (53 Betten) umfasst zwei Stationen. Die Behandlungsschwerpunkte liegen auf Begleit- und Folgeerkrankungen der Alkoholabhängigkeit, Infektions- und Stoffwechselkrankheiten, kardiovaskulären und gastroenterologischen Krankheitsbildern. Die Abteilung für Psychiatrie und Psychotherapie mit knapp 100 Betten umfasst zwei Stationen für die Diagnostik und Behandlung akuter Erkrankungen aus dem Gesamtspektrum psychischer Störungen, eine Station zur Behandlung länger dauernder psychotischer Erkrankungen sowie eine Suchtstation mit einjähriger Entwöhnungstherapie bei substanzgebundener Abhängigkeit und Persönlichkeitsstörungen. Die Abteilung für Chirurgie besteht aus einer Station, sie wird, genau wie die Chirurgische Ambulanz, in Kooperation mit einem externen Krankenhaus betrieben.

## In den Medien
Bekanntheit erlangte das Krankenhaus durch bekannte Straftäter. Im Justizvollzugskrankenhaus war u. a. der Serienmörder Heinrich Pommerenke in Haft, der dort am 27. Dezember 2008 verstarb. Ein weiterer Häftling war der ehemalige KZ-Kommandant und SS-Oberscharführer Josef Schwammberger, der am 3. Dezember 2004 dort starb. Auch der Holocaust-Massenmörder Karl Jäger wurde hier versorgt, bis er sich im Juni 1959 erhängte. Vom 2. bis 21. August 1995 saß Peter Graf, Vater der Tennisspielerin Steffi Graf, dort während der Ermittlungen der Staatsanwaltschaft Mannheim gegen ihn und (zuerst auch) seine Tochter wegen Steuerhinterziehung aufgrund seines schlechten Gesundheitszustandes im Vollzugskrankenhaus in Untersuchungshaft ein, bevor er in die Justizvollzugsanstalt Mannheim verlegt wurde.
Der RAF-Terrorist Günter Sonnenberg, der bei seiner Verhaftung im Frühjahr 1977 durch einen Kopfschuss schwer verletzt worden war, wurde hier versorgt, wie auch Helmut Palmer im Herbst 2000.

## Neubau und Umzug nach Stuttgart-Stammheim
Im Juni 2022 erteilte die zuständige Denkmalschutzbehörde die Genehmigung für den Abriss des alten Mehrzwecksaales in der JVA Stuttgart-Stammheim. Anstelle des Saales wird das neue JVA-Krankenhaus gebaut, welches das bisherige Krankenhaus auf dem Hohenasperg ersetzen wird.